# Планета мавп (роман)
«Планета мавп» (фр. La Planète des Singes) — науково-фантастичний роман французького письменника П'єра Буля. За мотивами роману створено однойменну серію фільмів.
Роман складається з трьох частин. Його дія відбувається у XXVI столітті, коли міжзоряні польоти стали буденною річчю. Головні герої потрапляють на планету, де мавпи побудували високорозвинену цивілізацію, натомість люди живуть, як тварини.

## Сюжет

### Частина перша
У першій частині роману оповідається про закоханих багатих мандрівників Джина і Філліс, котрі насолоджувалися прогулянками в космосі чимдалі від усіх населених світів. Одного разу вони знаходять послання якогось Улісса Меру з грізним застереженням «земною мовою». Далі у творі описуються пригоди Улісса на борту міжнародного зорельота, котрий під керівництвом професора Антеля досліджував далекий космос у сузір'ї Оріона в 2500-ті роки. Після прибуття до визначеного пункту міжзоряної подорожі екіпаж корабля висаджується на планету Сорора, котра обертається навколо зорі Бетельгейзе, та дивовижно схожа на Землю.
Спочатку експедиція зустрічає красиву молоду дівчину, що купалася в річці неподалік водоспаду, за що її згодом назвали «німфою водоспаду» — Нову. Після зустрічі майже відразу по прибутті на планету, учасники експедиції бачать перед собою дикунів. Місцеві люди не знають ні мови, ні писемності, не використовують жодних підручних засобів праці чи оборони. Незабаром дикуни нападають на прибульців, роздирають на клоччя їхній одяг і розкидають речі; учасники експедиції після інциденту прямують за племенем на галявину, де вони проживали. Ранком наступного дня усе плем'я та учасники потрапляють у пастку — облаву на диких людей влаштували горили, розумні мешканці планети Сорора. Ці розумні мавпи регулярно вчиняли облави на диких людей, які мешкали в лісах. Галявину оточюють горили-стрільці при повному боєкомплекті, Артура Левена вбивають пострілом упритул з мушкета, а Уліс Меру ховається в лісі. Проте вже там він потрапляє до сітки, поставленої на тих, кому вдалося втекти.
У мавп виявляється автомобіль, яким Уліса в клітці привозять у будівлю «Інституту вищої фізіології». Уліса поселяють у клітці з «німфою водоспаду» Новою.

### Частина друга
У другій частині роману описуються пригоди в місті, яке населене розумними мавпами. Після здобуття довіри мавп-учених, Меру зміг переконати дослідницю Зіру, що належить до більш розвинутого виду, ніж здеградовані представники гомо сапієнс, котрі не вміють ні говорити, ні читати. У спілкуванні з Зірою Уліс починає дізнаватися більше про світ, до якого потрапив. Цивілізація мавп охоплює всю планету Сорора. На планеті існують три раси мавп, кожна з них є певною кастою, яка спеціалізується переважно на якомусь виді діяльності, горили — політики й управлінці, орангутани — вчені, письменники та філософи, шимпанзе — переважно підприємці та вчені. Рівень розвитку цивілізації мавп є зіставним з людським у XX столітті — застосовуються автомобілі, залізниці, літаки, штучні супутники, проте за багатьма напрямами істотно відстає. Велика частина інтелектуальних зусиль мавп спрямована на дослідження людей. Зіра знайомить Уліса з науковцем Корнелієм, своїм нареченим, з яким вони склали план зі звільнення бранця з полону. Якось на прогулянці із Зірою Уліс зустрічає в зоопарку професора Антеля, йому доводиться з полоненими дикими людьми виконувати роль експоната.
У щорічному всепланетному конгресі учених беруть участь і Корнелій та Зайус, Уліса привозять на третій день засідань як незвичайний екземпляр людини. Там Уліс виступає з промовою, яку йому підготували Зіра та Корнелій. Його виступ для вчених мавп стає несподіванкою, Вчена рада Сорори ухвалює рішення звільнити Уліса. Меру поселяється в університетському містечку; зрештою йому вдається зв'язатися з професором Антелем, проте на час зустрічі він вже нічим не відрізнявся від решти диких людей.

### Частина третя
Тут описується, як Уліс живе у столиці планетарної держави Сорори на правах повноцінного громадянина, допомагає в наукових працях Зірі й Корнелію. Уліс намагається щонайбільш ознайомитися з мистецтвом, культурою, історією планети мавп. В ході досліджень він дізнається, що на Сорорі, ще до виникнення цивілізації мавп, 10000 років до того, існувала високорозвинена цивілізація людей. Проте ця цивілізація з якихось причин занепала, разом з тим мавпи, повторюючи людські звички й традиції, зростали в розвитку, допоки не посіли верхню позицію в піраміді еволюції.
Після народження сина у Нови від Уліса над усіма ними нависає велика небезпека. Проте їм все ж вдається покинути планету за допомогою Зіри та Корнелія й повернутися на космічний корабель, котрий весь цей час перебував на орбіті. У часі зворотнього перельоту Нова та син Сіріус вчаться розмовляти. На той час, коли Уліс повернувся додому, згідно з теорією уповільнення часу, минуло 800 років. На перший погляд Уліса, світ з того часу змінився небагато. Однак згодом він дізнається, що на Землі людської цивілізації вже нема — там панують мавпи.
У прикінцевій частині роману шимпанзе-мандрівники Філіс та Джин, прочитавши послання Уліса Меру, не вірять написаному з огляду на те, що їм ніколи не доводилося зустрічати розумних людей.

## Історія
Ідея роману виникла у письменника П'єра Буля під час відвідування зоопарку, коли він спостерігав за горилами. Пізніше Буль скаже: «Я був вражений їхніми майже людськими виразами обличчя. Це змусило мене уявити, як би виглядали стосунки між людиною та мавпою. Деякі люди вважають, що я писав свою книгу, маючи на увазі Кінг Конга, але це абсолютно неправильно».
Письменник працював над романом не лінійно, а уривками. Він будував сюжет і деталі подій відповідно до свого натхнення. Загалом знадобилося шість місяців, щоб написати роман.
Перша версія рукопису оповідала в контексті чисто наукової фантастики, де космічні подорожі здаються звичайними, і де оповідач відкриває планету з мавпами. У другій версії історія перетворюється на фантастичну подорож науковця, який реалізує з двома колегами першу спробу польоту міжзоряного літака.

## Адаптації

### Фільми
- «Планета мавп» (1968) — науково-фантастичний фільм, знятий режисером Франкліном Шеффнером. У фільмі цивілізація мавп зображена менш розвиненою, ніж у книзі. Фільм започаткував кіносерію, що складається з продовжень і приквелів за мотивами:
  - «Під планетою мавп» (1970) — продовження попереднього фільму, зняте режисером Тедом Постом. Хронологічно є фіналом.
  - «Втеча з планети мавп» (1971) — третій фільм, режисера Дона Тейлора.
  - «Завоювання планети мавп» (1972) — четвертий фільм, приквел до оригінального фільму.
  - «Битва за планету мавп» (1973) — п'ятий і останній фільм, приквел і одночасно альтернативний (оптимістичний) фінал.
- «Планета мавп» (2001) — фільм за мотивами «Планети мавп» 1968, знятий Тімом Бертоном.
- «Повстання планети мавп» (2011) — перший фільм перезапуску франшизи «Планети мавп», знятий режисером Рупертом Вайтом.
  - «Світанок планети мавп» (2014) — продовження фільму 2011 року.
  - «Війна за планету мавп» (2017)
  - «Королівство планети мавп» (2024)

### Телебачення
- «Планета мавп» (1974) — телесеріал за мотивами фільмів оригінальної серії.
- «Повернення на планету мавп» (1975) — мультсеріал за мотивами книги.